# Parti communiste pour l'indépendance et le socialisme
Le Parti communiste pour l'indépendance et le socialisme  (en créole martiniquais : Pati kominis pour lendépandans ek sosyalizm, abrégé PKLS) est une organisation politique martiniquaise, indépendantiste et communiste.

## Histoire
Le parti est fondé le 22 mai 1984. La date de fondation est l'occasion de la publication d'un manifeste et d'une commémoration de la révolte des esclaves martiniquais ayant eu lieu le 22 mai 1848. Marcel Manville est l'un des fondateurs de cette nouvelle organisation qui est une scission du Parti communiste martiniquais (PCM),. Les fondateurs s'opposent alors au fait que le PCM a accepté les lois sur la décentralisation de 1983. Le PKLS adopte une ligne radicale quant à l'indépendance martiniquaise, accompagnée d'un rejet des institutions politiques françaises et de la revendication d'une idéologie marxiste-léniniste.

## Organisation
Jean-Pierre Étilé est le porte-parole de l'organisation, signataire des communiqués de l'organisation et responsable de publication du journal.

## Principes et activités
Le PKLS se veut :

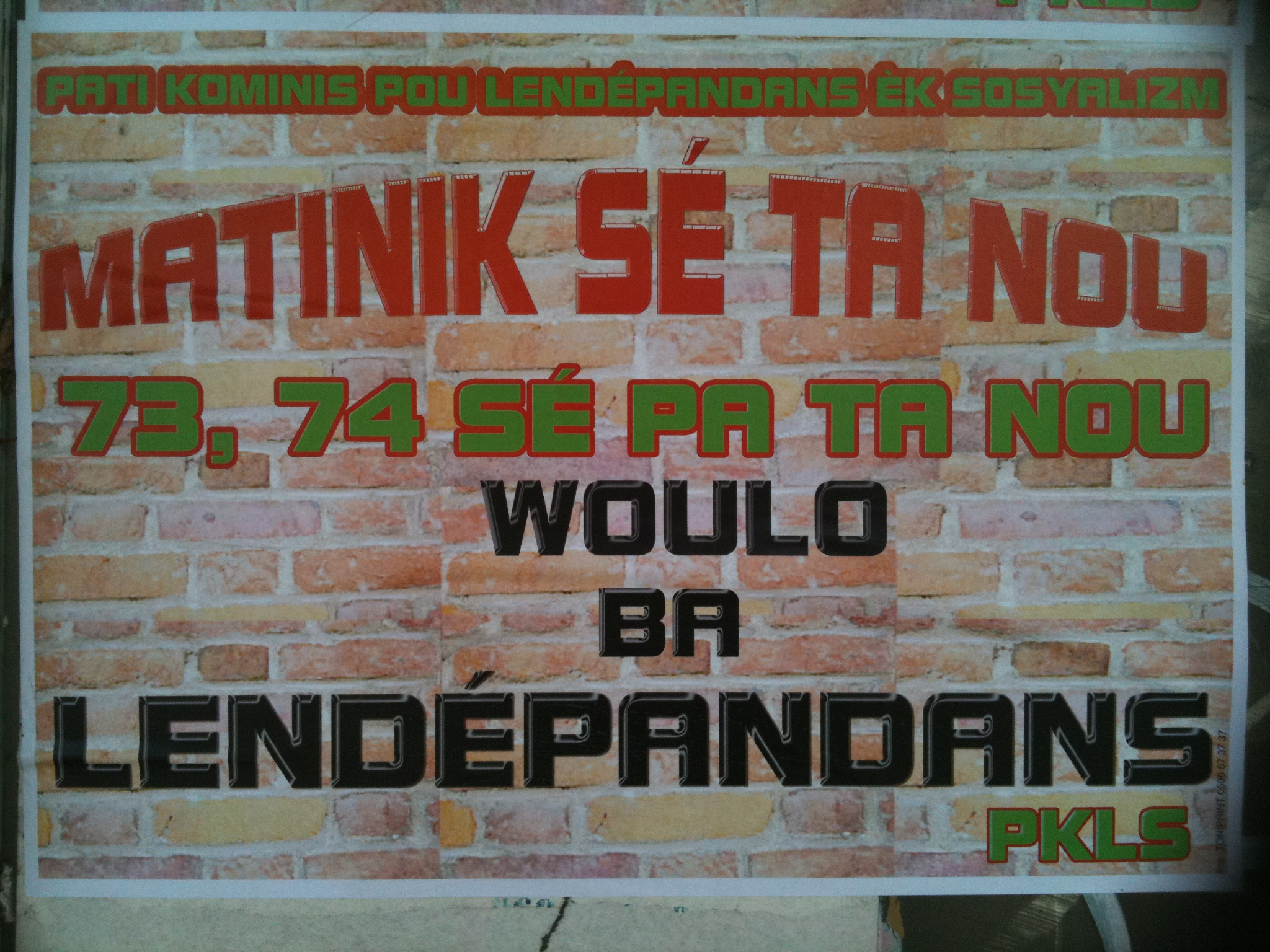
Affiche du PKLS contre l’article 73 et contre l’article 74 de la Constitution de la Ve République française, relatifs à l’autonomie de la Martinique (décembre 2009)

- un parti marxiste-léniniste se référant à l'action engagée par les révolutionnaires des générations précédentes en appliquant de façon créatrice les enseignements de Marx-Engels-Lénine, l’action des dirigeants révolutionnaires et de la lutte des peuples du monde.
- un parti ouvrier et internationaliste, ouvrier par son idéologie et sa composition, internationaliste par son action de solidarité avec tous les révolutionnaires du monde.
- un parti patriote parce qu’animé d’une volonté inébranlable de libérer la Martinique du joug colonial Français et d’agir avec abnégation pour défendre les intérêts de notre peuple, l’avenir de notre patrie, son indépendance.

Le PKLS se fixe comme objectif d’élever le niveau idéologique de ses membres afin de se donner les moyens de mener une action politique conséquente pour développer le patriotisme et la conscience de classe des masses, les mobiliser au travers d’une politique de lutte leur permettant d’utiliser toutes les formes d’action pour vaincre le colonisateur et d’instaurer un « État martiniquais démocratique et populaire ».
Pour parvenir à la conquête de l’indépendance nationale et poursuivre en avant, le PKLS est partisan de la création d’un Front patriotique avec une plate-forme politique claire quant à sa stratégie et à sa tactique dans la lutte de libération. « Ce Front devra être un moteur pour dynamiser l’ensemble des couches sociales qui ont un intérêt à un changement profond de politique à l’accession de la Martinique à l’indépendance ». Pour le PKLS, « l’État martiniquais devra être structuré et dirigé par l’avant garde des masses populaires qui, guidées par l’idéologie de la classe ouvrière rechercheront les moyens d’une voie de développement authentique dans la perspective de la construction d’une société socialiste ». L'action du PKLS vise aussi à intégrer la Martinique dans son espace géographique : la Caraïbe.

## Élections
Le PKLS refuse toute participation aux élections, appelant systématiquement à les boycotter.
Le 20 février 2008, le PKLS appelle au boycott en Martinique des élections municipales et cantonales de mars 2008.
À l'occasion des élections municipales de 2020, le parti soutient une position similaire, ne considérant pas ces élections comme « un moyen de lutte ».

## Presse
Le PKLS publie un journal, Patriyòt.